# Hermann Josef Schmidt
Hermann Josef Schmidt (* 5. Mai 1939 in Köln) ist ein deutscher Philosoph und Nietzscheforscher.

## Biografie
Schmidt studierte an der Universität Freiburg im Breisgau Philosophie bei Eugen Fink und Wolfgang Struve. Er promovierte 1968 mit dem Thema Nietzsches Sokratesbild. Seit 1969 lehrte er  in Dortmund, wo er sich an der PH Ruhr 1976 habilitierte und an der Universität Dortmund ab 1980 zunächst als apl. Professor wirkte. 2004 verabschiedete er sich mit seiner „Abtrittsvorlesung“ in den Ruhestand. Darin stellt er die Frage: „Wollen Sie unter der Herrschaft von Ajatollas oder der Taliban, von Rabbinern oder des Opus dei leben? Erinnerung: Aufklärung und Kritik als philosophia perennis“. Seit 1991 war Schmidt Initiator und Veranstalter des Dortmunder Nietzsche-Kolloquiums. Dessen Vorträge und Ergebnisse wurden zu einem Großteil in dem Jahrbuch Nietzscheforschung veröffentlicht. Er ist weiterhin Mitherausgeber der Zeitschrift Aufklärung und Kritik der Gesellschaft für kritische Philosophie Nürnberg, Mitglied des Kuratoriums der Nietzsche-Gesellschaft, Mitglied des Beirats des Internationalen Bundes der Konfessionslosen und Atheisten (IBKA), des Beirats der Giordano-Bruno-Stiftung und er ist Ehrenvorsitzender der Ernst-Ortlepp-Gesellschaft.
Im Mittelpunkt von Schmidts Forschungen steht Friedrich Nietzsche. Außergewöhnlich ist dabei seine psychologisch-biografische Herangehensweise, die so in der Nietzsche-Forschung ohne Vorbild dasteht. Seiner Auffassung nach ist Nietzsches philosophische Entwicklung durch Erlebnisse in seiner Kindheit vorgezeichnet – das Schlüsselerlebnis ist der frühe Tod des Vaters, wodurch der Glaube an den christlichen Gott schon beim vierjährigen Nietzsche erschüttert wurde. Seine Studien zur Kindheit und Jugend Nietzsches veröffentlichte Schmidt in dem monumentalen Werk Nietzsche absconditus (4 Bände, 2500 Seiten). Schmidt ist einer der wenigen Nietzscheforscher von Rang, die zur Erhellung von Nietzsches Kindheit auch das umstrittene Werk My Sister and I für diskussionswürdig halten (in Teil III: Nietzsche absconditissimus, S. 629–663).
Zum Nietzsche-Jubiläumsjahr 2000 veröffentlichte Schmidt eine „Streitschrift für mehr Kompetenz, Konsequenz, Mut, Nachdenklichkeit und Redlichkeit in der Nietzscheinterpretation“ unter dem Titel Wider weitere Entnietzschung Nietzsches. Darin hält er der dominierenden Nietzsche-Forschung einen „Interpretativen Lasterkatalog“ in 25 Punkten entgegen. Sein Vorwurf an den „mainstream“, der großteils von Theologen und Philosophen theologischen Geistes gestellt werde, ist deren Vereinnahmung Nietzsches für ihre weltanschaulichen Zwecke. Schmidt hingegen insistiert darauf, dass der genuine, nicht „entnietzschte“ Nietzsche zur Tradition einer „der Aufklärung und kritischen Humanität“ verpflichteten Sichtweise gehört.

## Werke
- Nietzsche und Sokrates. Philosophische Untersuchungen zu Nietzsches Sokratesbild, Meisenheim 1969
- 'Philosophie' als Problem. Anmerkungen zum Paradox und zur Sinnhaftigkeit von Philosophie, Rheinstetten 1977
- Nietzsche absconditus oder Spurenlesen bei Nietzsche, Berlin/Aschaffenburg: IBDK-Verlag 1991–1994, 4 Bände, kartoniert, im Schuber ISBN 3-932710-00-2
  - Kindheit, Teil 1/2: An der Quelle: In der Pastorenfamilie, Naumburg 1854–1858 oder Wie ein Kind erschreckt entdeckt, wer es geworden ist, seine „christliche Erziehung“ unterminiert und in heimlicher poetophilosophischer Autotherapie erstes „eigenes Land“ gewinnt, Berlin/Aschaffenburg: IBDK-Verlag 1991, ISBN 3-932710-01-0 (S. 1–567)
  - Kindheit, Teil 3: [dito] ISBN 3-932710-01-0 (S. 568–1120)
  - Jugend, 1. Teilband 1858–1861: Interniert in der Gelehrtenschule. Pforta 1858–1864 oder Wie man entwickelt, was man kann, längst war und weiterhin gilt, wie man ausweicht und doch neue Wege erprobt, Berlin/Aschaffenburg: IBDK-Verlag 1993, ISBN 3-932710-02-9 (636 S.)
  - Jugend, 2. Teilband 1862–1864: [dito 1994] ISBN 3-932710-03-7 (763 S.)
- Wider weitere Entnietzschung Nietzsches. Eine Streitschrift (= Aufklärungen zu Nietzsche. Band 1). Alibri, Aschaffenburg 2000. ISBN 3-932710-26-6.
- Der alte Ortlepp war’s wohl doch, oder: Für mehr Mut, Kompetenz und Redlichkeit in der Nietzscheinterpretation. Aschaffenburg: Alibri-Verlag 2001, ISBN 3-932710-62-2; erweiterte Neuausgabe: Der alte Ortlepp war’s wohl doch, oder: Für Ernst Ortlepp und mehr Mut sowie genetische Kompetenz in der Nietzscheinterpretation. Aschaffenburg: Alibri-Verlag 2004, ISBN 3-932710-69-X
- „Dem gilt es den Tod, der das gethan“. Nietzsches frühe Entwicklung und einige ihrer Folgen. Aschaffenburg: Alibri-Verlag 2014, ISBN 978-3-86569-118-7
- „Dann bin ich ja genauso tot wie Sie!“: Erlebnisse, Erfahrungen, Überlegungen, Einsichten und zumal Fragen eines alteuropäischen Philosophieprofessors. Aschaffenburg: Alibri-Verlag 2023, ISBN 978-3-86569-155-2